# Michel Stuffer
Michel Stuffer (27 aprile 1973) è un ex sciatore alpino italiano.

## Biografia
Stuffer, originario di Santa Cristina Valgardena, debuttò in campo internazionale ai Mondiali juniores di Maribor 1992, dove vinse la medaglia d'oro nello slalom gigante; prese per l'ultima volta il via in Coppa Europa il 16 dicembre 1995 a Bardonecchia nella medesima specialità, senza completare la prova, e si ritirò al termine della stagione 1995-1996: la sua ultima gara fu uno slalom gigante FIS disputato il 10 aprile a Pampeago. Non ottenne piazzamenti in Coppa del Mondo né prese parte a rassegne olimpiche o iridate.

## Palmarès

### Mondiali juniores
- 1 medaglia:
  - 1 oro (slalom gigante a Maribor 1992)